# Oxatomide
Oxatomide, được bán dưới tên thương hiệu Tinset cùng với những loại khác, là thuốc kháng histamine thế hệ đầu tiên thuộc họ diphenylmethylpiperazine được bán ở châu Âu, Nhật Bản và một số quốc gia khác. Nó được phát hiện tại Janssen Pharmaceutica năm 1975. Oxatomide không có tác dụng kháng cholinergic. Ngoài sự đối kháng thụ thể H 1, nó còn có hoạt tính chống dị ứng tương tự như hydroxyzine.
Nó được cấp bằng sáng chế vào năm 1976 và được đưa vào sử dụng y tế vào năm 1981.

## Hóa học

### Tổng hợp

Tổng hợp oxatomide:

Phản ứng của 2-Benzimidazolinone với isopropenyl axetat dẫn đến dẫn xuất imidazolone được bảo vệ đơn lẻ (2). Sự kiềm hóa điều này với 3-chloro-1-bromopropane tạo ra dẫn xuất chức năng (3). Sự kiềm hóa dẫn xuất monobenzhydryl của piperazine (4) với 3 cho oxatomide (5), sau khi loại bỏ thủy phân nhóm bảo vệ.